# Стол
Столът е вид мебел, предназначена за сядане. Съставена е от седалка и един или повече (най-често четири) крака. Някои видове столове притежават облегалка и/или подлакътници. Столът най-често се използва от един човек. Ако мястото за сядане е предназначено за повече от един човек, то се нарича диван, пейка и др. Столовете по принцип могат да се местят.

## История
Столът има вековна история, макар че докъм XVI в. е бил използван повече като символ за изразяване на статус в обществото и на почести, отколкото за нормална и всекидневна употреба. „Столът“ като обобщено понятие за „пост“ се използва и до днес като емблема на власт в Великобритания и Канада и е съставна част от термини, свързани с нея – комитети, комисии, партии имат „председател“ (chairman), професорите имат „катедра“ (chair) и др.
Всъщност столът не се използва масово и навсякъде до XVI в. Тогавашните столове били устроени на същия принцип: облегалка, седалка и крака, а подобна мебел, датираща от по-ранни периоди, е много рядко срещана и изключително рядка. Знанията ни за историята на стола са предимно от скулптури, рисунки и др. Няколко реални ранни екземпляра съществуват в Британския музей, Египетския музей в Кайро и други места.
В Древен Египет столовете били смятани за знак на знатност и богатство. Изработени от слонова кост и абанос, издълбано и позлатено дърво, те били покрити със скъпи материали и се държали на крака, оформени като крака на зверове или други фигури. Най-ранната позната ни форма на древногръцки стол датира от преди 2500 – 2600 години. Той имал облегалка, която била изправена, а не под лек ъгъл.
През династията Тан (618 – 907 г.) при китайския елит започват да се появяват по-високи облегалки и скоро тяхната употреба се разширила, докато накрая те били използвани от всички слоеве на обществото. До XII в. седенето на пода било рядкост в Китай, за разлика от други азиатски държави (като Япония), където традицията още продължава. В Китай столът, който често нямал облегалка, се използвал в голяма част от къщите в страната.
В Европа столовете спират да бъдат привилегия чак през Ренесанса и стават стандартна част от мебелировката на домовете на тези, които можели да си ги купят. След като това се случило, използването на столовете се разширило и нараснало. В следващите векове столът се променял често, за да пресъздаде различните моди на дадена епоха.
През XX в. се засилва използването на технологиите в създаването на нови видове конструкции като цялостно метални сгъваеми столове, столове с метални крака, пластмасови столове и ергономични столове. Облегалката става популярна отчасти благодарение на радиото и телевизията. Модерните столове на 60-те години на XX в. са: стол пеперуда, бобовите торбички и стол с формата на яйце. Най-скъпият стол обаче е направен по-рано – в началото на века. През 2009 година столът „Дракони“ (Fauteuil aux Dragons) по дизайн на Айлийн Грей се продава за около 28 милиона щатски долара като част от търг на покойния дизайнер Ив Сен Лоран. Технологиите създават столове, чиято височина може да се регулира, които са особено удобни за офиса. Добавянето на мотор в стола довежда да появяването на масажиращи столове.

## Материали
Столовете могат да бъдат изработени от дърво, метал, или друг здрав материал, като камък. В някои случаи, повече от един вид материали се използват за конструкцията на стол; например, краката и рамката могат да бъдат направени от метал, а седалката и облегалката – от пластмаса. Столовете могат да бъдат с твърди повърхности от дърво, пластмаса, метал или повърхностите могат да бъдат покрити с тапицерия.
В редки случаи столове се правят и от различни материали, най-вече като форма на изкуство. Така например Раймондс Цирулис, латвийски интериорен дизайнер, прави стол от вулканична скала. Петет Бренер, немски дизайнер от холандски произход, изработва стол от захар за близалки – за проекта са използвани 27 килограма сладкарска захар.

## Видове столове
- Люлеещ стол
- Масажиращ стол
- Кресло
- Табуретка